# Oleg Chmyrikov
Oleg Chmyrikov (tiếng Belarus: Алег Чмырыкаў; tiếng Nga: Олег Чмыриков; sinh 8 tháng 2 năm 1996) là một cầu thủ bóng đá Belarus. Tính đến năm 2018, anh thi đấu cho Gomel.